# Občina Bistrica ob Sotli
Občina Bistrica ob Sotli (slovinsky Občina Bistrica ob Sotli, německy Gemeinde Sankt Peter bei Königsberg) je jednou z 212 občin ve Slovinsku. Nachází se v Posávském regionu na území historického Dolního Štýrska. Občinu tvoří 11 sídel, její rozloha je 31,1 km² a k 1. lednu 2017 zde žilo 1 353 obyvatel. Správním střediskem občiny je Bistrica ob Sotli.

## Členění občiny
Občina se dělí na sídla: Bistrica ob Sotli, Dekmanca, Črešnjevec ob Bistrici, Hrastje ob Bistrici, Križan Vrh, Kunšperk, Ples, Polje pri Bistrici, Srebrnik, Trebče, Zagaj